# Извит нож
Извитият нож, понякога наричан нож за лъжици в българския или „мокотауган“ от думата в езика на индианците Cree „môhkotâkan“ е дървообработващ нож с извит край. Кривият нож е често срещан инструмент сред местните американци от Източните гори. Формата на острието, независимо дали е извита или права, е функция на целта на дърворезбата: права за рязане в дърво, изработване на шини за кошници и врязване, извита за издълбаване на купи и маски и черпаци/ лъжици, както и безброй други употреби .
Документалният филм César et son canot d'écorce от 1971 г. (Кануто от кора Цезар) илюстрира използването на крив нож при конструирането на кану от брезова ра.

## Описание и употреба
Според Анри Вайланкур оригиналният крив нож е правен от зъб на бобър.